# Bebhionn (satélite)

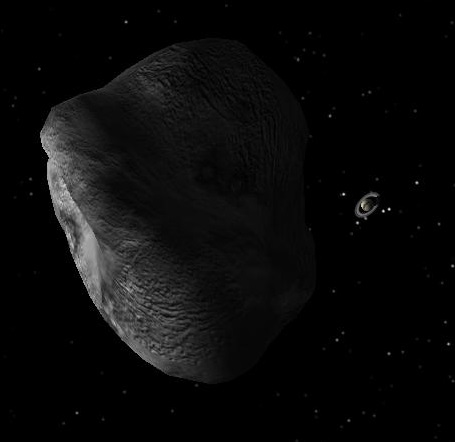
Imagem ilustrativa de Bebhionn.

Bebhionn, também conhecido como Saturno XXXVII, é um satélite natural de Saturno. Sua descoberta foi anunciada por Scott S. Sheppard, David C. Jewitt, Jan Kleyna, e Brian G. Marsden em 4 de maio de 2005, from a partir de observações feitas entre 12 de dezembro de 2004 e 9 de março de 2005. Sua designação provisória foi S/2004 S 11.
Bebhionn tem cerca de 6 km de diâmetro, e orbita Saturno a uma distância média de 16 898 000 km em 820,130 dias, com uma inclinação de 41° com a eclíptica (18° com o equador de Saturno) e uma excentricidade de 0,333.
Foi nomeado em abril de 2007 a partir de Bébinn, uma deusa da mitologia irlandesa.